# Osphronemus
Osphronemus – rodzaj słodkowodnych ryb okoniokształtnych, zaliczany do błędnikowców.

## Klasyfikacja
Gatunki zaliczane do tego rodzaju:
- Osphronemus exodon
- Osphronemus goramy – gurami olbrzymi[3]
- Osphronemus laticlavius
- Osphronemus septemfasciatus